# Eirmotus
Eirmotus és un gènere de peixos de la família dels ciprínids i de l'ordre dels cipriniformes.

## Taxonomia
- Eirmotus furvus (Tan & Kottelat, 2008)[3]
- Eirmotus insignis (Tan & Kottelat, 2008)[3]
- Eirmotus isthmus (Tan & Kottelat, 2008)[3]
- Eirmotus octozona (Schultz, 1959)[4][5][6][7][8]